# Helga Pedersen (norsk politiker)
Helga Pedersen, född 13 januari 1973 i Sør-Varanger, Finnmark fylke, är en norsk politiker. Hon är vice ordförande i Arbeiderpartiet sedan 2007 och var 2005-2009 statsråd i Fiskeri- og kystdepartementet i Regeringen Stoltenberg II. Hon var då regeringens yngsta statsråd. Efter valet 2009 blev Pedersen gruppledare för Arbeiderpartiet på Stortinget.